# Lista personalităților din Rotterdam

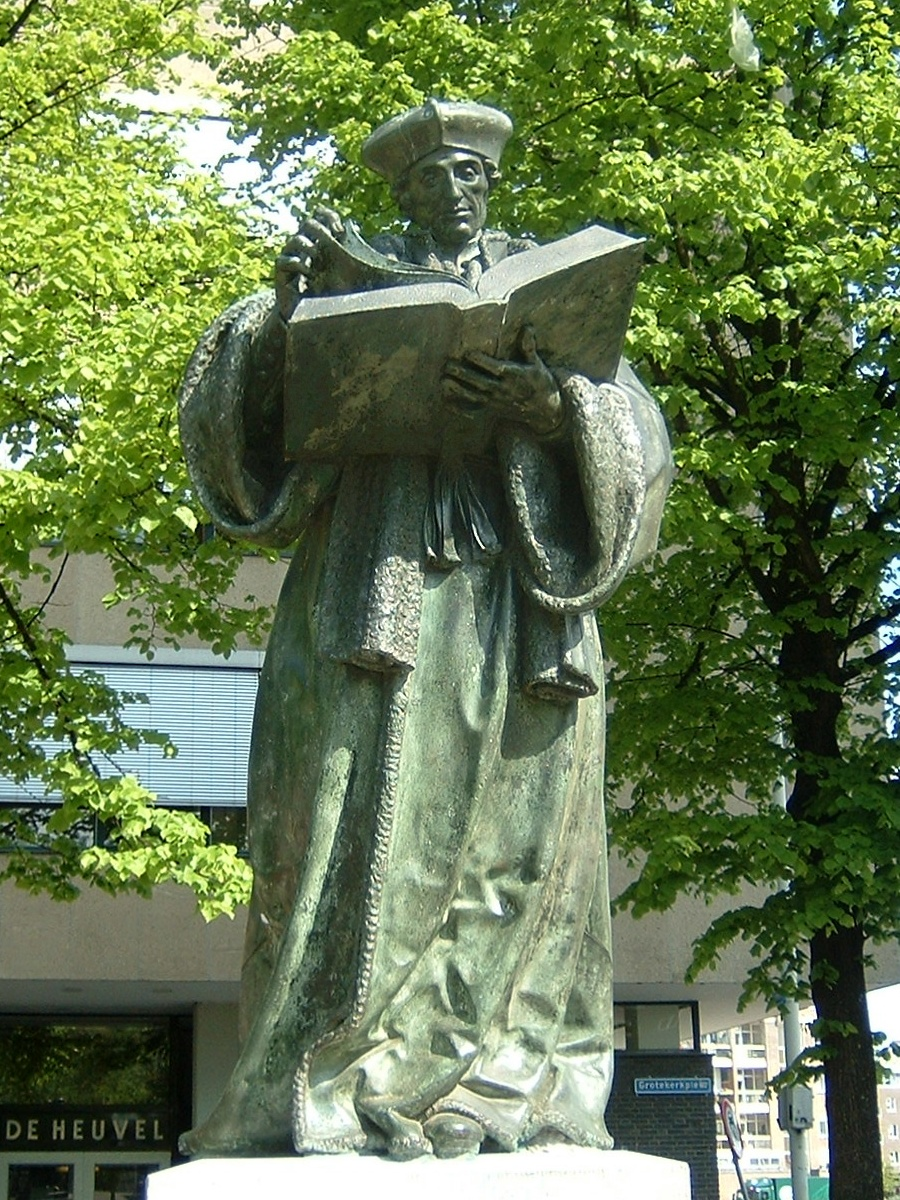
Statuia lui Erasmus

Acesta este o listă cronologică despre oamenii importanți care s-au născut în Rotterdam.
See also List of mayors of Rotterdam

## Născuți înRotterdam

### Înainte de secolul 20
- Desiderius Erasmus (1466-1536), umanist
- Piet Hein (1577-1629), căpitan naval (născut în Delfshaven)
- Willem Pieterszoon Buytewech (1591-1624), pictor
- Simon de Vlieger (1601-1653), pictor
- Hendrik Martenszoon Sorgh (1610-1670), pictor
- Willem Kalf (1619-1693), pictor
- Aert Jansse van Nes (1626-1693), căpitan naval
- Pieter de Hooch (1629-1684), pictor
- Grinling Gibbons (1648-1721), wood carver
- Adriaen van der Werff (1659-1722), pictor (născut în Kralingen)
- Pieter Hellendaal (1721-1799), compozitor
- Gijsbert Karel van Hogendorp (1762-1834), politician
- Hendrik Tollens (1780-1856), poet
- Willem Hendrik de Vriese (1802-1862), botanist
- Jacobus van 't Hoff (1852-1911), chimist
- George Hendrik Breitner (1857-1923), pictor
- Hendrik Willem van Loon (1882-1944), scriitor
- Louis Davids (1883-1939), cabaretier
- Dina Appeldoorn (1884-1938) compozitor și pianist.
- Anthony van Hoboken (1887-1983), muzicolog
- Hans Kramers (1894-1952), fizician
- Pieter Menten (1899-1987), criminal de război

### Secolul 20, până în 1940
- Willem de Kooning (1904-1997), pictor
- Bep van Klaveren (1907-1992), boxer
- Marie Braun (1911-1982), înotător
- Joseph Luns (1911-2002), politician
- Leo Fuld (1912-1997), cântăreț
- Marten Toonder (1912-2005), artist comic
- Willy den Ouden (1918-1997), înotător
- Rie Mastenbroek (1919-2003), înotător, medaliat cu bronz la Jocurile Olimpice
- Nida Senff (1920-1995), înotător
- Bram Appel (1921-1997), fotbalist
- Norbert Schmelzer (născut 1921), politician
- George Blake (născut 1922), spy
- Thea Beckman (1923-2004), author
- Faas Wilkes (1923-2006), fotbalist
- Bob den Uyl (1930-1992), scriitor
- Edsger Dijkstra (1930-2002), computer scientist
- Janwillem van de Wetering (născut 1931), scriitor
- Elly Ameling (născut 1933), soprană
- Coen Moulijn (născut 1937), fotbalist
- Bart Berman (născut 1938), pianist
- Ruud Lubbers (născut 1939), politician
- Martin Lodewijk (născut 1939), artist comic
- Gerard Cox (născut 1940), cabaretier

### După 1940
- Neelie Kroes (născut 1941), politician
- Leo Beenhakker (născut 1942), antrenor de fotbal
- Jules Deelder (născut 1944), poet
- Marianne Heemskerk (născut 1944), înotător
- Rem Koolhaas (născut 1944), arhitect
- Betty Stöve (născut 1945), jucător de tenis
- Wim Jansen (născut 1946), fotbalist
- André van Duijn (născut 1947), comedian
- Pim Fortuyn (1948-2002), politician
- Ron Steens (născut 1952), jucător de hochei
- Arthur Benjamins (născut 1953), Artist
- Willem van Veldhuizen (1954), pictor
- Tim Steens (născut 1955), jucător de hochei
- Peter Houtman (născut 1957), fotbalist
- Frédérique Spigt (născut 1957), cântăreț
- Berry Westra (născut 1961), jucător de bridge
- Paul de Leeuw (născut 1962), comedian
- Sonny Silooy (născut 1963), fotbalist
- Robert Eenhoorn (născut 1968), jucător de baseball
- Leon van der Torre (născut 1968), profesor de informatica
- Winston Bogarde (născut 1970), fotbalist
- Richard Krajicek (născut 1971), jucător de tenis
- Kristie Boogert (născut 1973), jucător de tenis
- Ferry Corsten (născut 1973), muzician
- Brenda Starink (născut 1974), înotător
- Giovanni van Bronckhorst (născut 1975), fotbalist
- Francisco Elson (născut 1976), NBA jucător la Milwaukee Bucks
- Madelon Baans (născut 1977), înotător
- Fatima Moreira de Melo (născut 1978), jucător de hochei
- Raemon Sluiter (născut 1978), jucător de tenis
- Pascal Bosschaart (născut 1980), fotbalist
- Robert Doornbos (născut 1981), pilot de curse
- Robin van Persie (născut 1983), fotbalist
- Luigi Bruins (născut 1987), fotbalist
- Royston Drenthe (născut 1987), fotbalist